# Мукдахан
Мукдахан е една от 76-те провинции на Тайланд. Столицата ѝ е едноименния град Мукдахан. Населението на провинцията е 310 718 жители (2000 г. – 65-а по население), а площта 4339,8 кв. км (5-ра по площ). Намира се в часова зона UTC+7. Разделена е на 7 района, които са разделени на 53 общини и 493 села.